# Otiorhynchus smreczynskii
Öronvivel (Otiorhynchus smreczynskii) är en skalbaggsart som beskrevs av Cmoluch 1968. Otiorhynchus smreczynskii ingår i släktet Otiorhynchus, och familjen vivlar. Arten är reproducerande i Sverige.